# Xerraire cellagrís
El xerraire cellagrís (Ianthocincla konkakinhensis) és un ocell de la família dels leiotríquids (Leiothrichidae).

## Hàbitat i distribució
Habita els boscos del Vietnam.